# Традиция плетения поясов в Воложинском районе
Ткачество поясов  — традиционное белорусское ремесло, особенно распространенное в Воложинском районе. Пояса ткались вручную с использованием натуральных нитей, окрашенных природными способами, и имели геометрический орнамент. Они были важным элементом традиционного костюма и использовались в семейных и календарных обрядах.

## Исторический контекст
Пояса  были неотъемлемой частью костюма Вилейского строя, который бытовал в Воложинском районе. В послевоенные годы девушки перед свадьбой ткали до сотни поясов, которые использовались в обрядах, например, для обвязывания кукол на помолвке или в качестве подарков на свадьбе.

## Технология изготовления
Для ткачества использовались:
- Доска длиной около 1,5 м для снования основы.
- Палочка для навязывания нити ("коник").
- Шерстяные нити, окрашенные природными способами.

Орнамент был исключительно геометрическим, что диктовалось технологическими особенностями ткачества.

## Современное бытование
Сегодня пояса "на ноге" утратили свои утилитарные функции, но остаются важным элементом белорусской культуры. Они используются:
- В качестве сувениров и декоративных элементов.
- В фольклорных коллективах и обрядах, например, на восстановленных свадьбах.
- В музейных экспозициях, таких как комната-музей поясов при Саковщинском сельском доме культуры.

## Передача традиции
Традиция ткачества передается через кружки, например "Чародейные пояса" и "Ткачики", где дети учатся ткать под руководством мастеров. Однако существуют угрозы исчезновения традиции из-за утраты технологических особенностей и недостаточной популяризации.

## Угрозы
- Малое использование в современной промышленности.
- Отсутствие культуры ношения традиционных костюмов.
- Утраченные технологии изготовления, например, использование самопряденых нитей.
- Недостаточное количество кружков для обучения.

Ткачество поясов "на ниту" остается важной частью белорусского культурного наследия, но требует дальнейшей поддержки и сохранения.